# Luperina juncta
Luperina juncta är en fjärilsart som beskrevs av Barend J. Lempke 1942. Luperina juncta ingår i släktet Luperina och familjen nattflyn. Inga underarter finns listade i Catalogue of Life.